# Шотландка

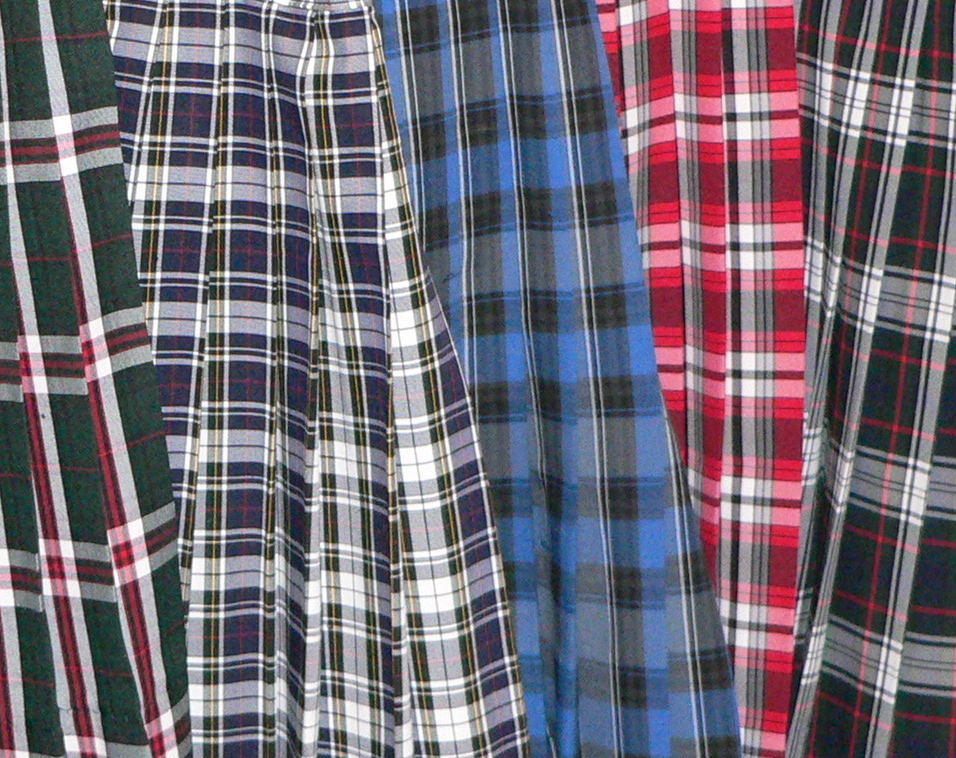

Шотла́ндка — ткань, вырабатываемая из хлопчатобумажной, шерстяной пряжи, различных химических нитей саржевым переплетением с рисунком в крупную клетку, типичным для тканей национальной шотландской одежды. Шотландку используют для пошива школьной формы, платьев и верхних мужских сорочек.
Второе, менее распространённое, но более правильное название узора шотландки и самой ткани — тартан, то есть плотная шерстяная ткань в клетку, используемая для пошива шотландских юбок — килтов.